# Aniek Nouwen
Aniek Nouwen, née le 9 mars 1999, est une footballeuse internationale néerlandaise. Elle joue au poste de défenseure avec l'équipe nationale des Pays-Bas.

## Biographie

### Club
En 2016, Aniek Nouwen signe son premier contrat professionnel avec le PSV Eindhoven, et dispute l'Eredivisie, où elle joue 69 matchs et inscrit 15 buts. En 2017 et 2018, elle et son équipe sont finalistes de la Coupe des Pays-Bas.
Le 12 mai 2021, elle accepte les conditions d'un contrat de trois ans avec le Chelsea FC, qui l'engage jusqu'à l'été 2024.

### International
Le 4 mars 2019, elle fait ses débuts avec l'équipe nationale senior des Pays-Bas, en jouant près 63 minutes lors d'une défaite 1-0 de son équipe contre la Pologne. Deux jours plus tard, le 6 mars, elle connaît sa deuxième sélection en remplaçant Siri Worm à la 66e minute du match contre la Chine. Le 23 octobre 2020, Aniek Nouwen inscrit son premier but en faveur des Pays-Bas, lors d'une victoire 7-0 sur l'Estonie qui permet à l'équipe de se qualifier pour l'Euro féminin en 2022[réf. nécessaire].

## Palmarès

### En club
- Championne d'Angleterre en 2023 avec Chelsea